# 알프레트 네보이

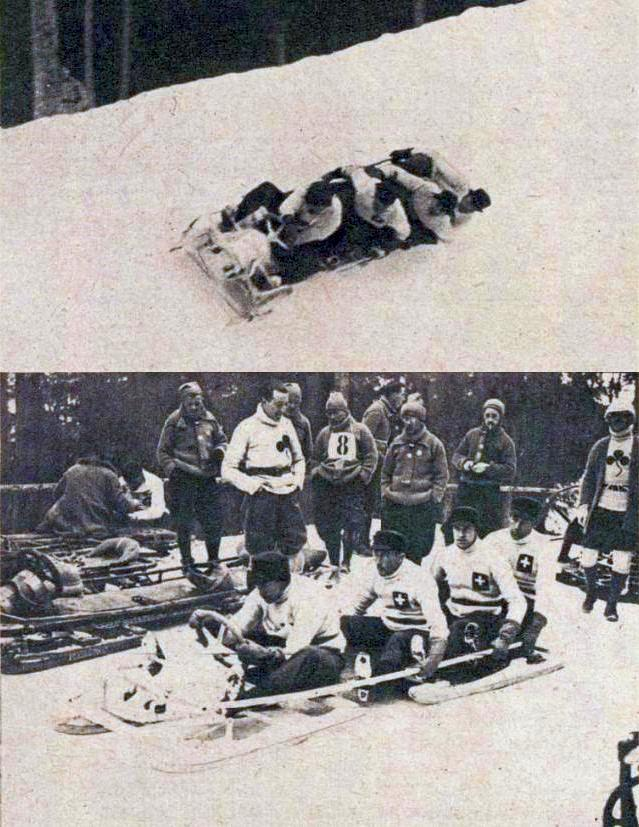

알프레트 노보이(독일어: Alfred Neveu, 1890년 12월 24일 ~ 1975년 5월 20일)는 스위스의 봅슬레이 선수로 1920년대 초에 활동했다. 그는 샤모니에서 열린 1924년 동계 올림픽의 봅슬레이 4인승 종목에 출전해서 금메달을 땄다.